# Gigared
Gigared S.A. es una empresa de telecomunicaciones que opera en Argentina, ofreciendo sus servicios en varias ciudades del Litoral y en Buenos Aires; en ésta se ubica el data center y también funciona el Network Operation Center (NOC).
Es proveedora del sistema televisión por cable (CATV), proveedor de servicios de Internet (ISP) y telefonía fija por cablemódem, a través del cableado de redes urbanas HFC (Red Híbrida Fibra Óptica-Coaxial), prestando el servicio triple play.

## Historia
Gigared inició sus operaciones en 2001, convirtiéndose primero en proveedora de videocable, y luego cablemódem.
El 10 de abril de 2001, el Comité Federal de Radiodifusión (COMFER), por resolución 443/2001 resolvió la autorización de la fusión de las empresas: 1) Gigacable S.A.; 2) Cablegrande S.A. y 3) Cable Federal S.A.; titulares de licencias de circuito cerrado comunitario de televisión en las siguientes ciudades respectivamente: 1) Corrientes, Resistencia y Posadas; 2) Paraná, Santa Fe, Rosario, San Nicolás y Campana; 3) Ciudad Autónoma de Buenos Aires.
Es decir, que a la empresa Gigared S.A. le aprobaron la absorción de las empresas Cablegrande y Cable Federal.
Actualmente, Gigared ofrece el servicio Triple play, que consiste en transmitir videocable, Internet y telefonía fija.

## Zona de cobertura
Gigared presta servicios en varias ciudades del Litoral de Argentina y en la ciudad de Buenos Aires, por orden alfabético: Barranqueras, Buenos Aires, Campana, Coronda, Corrientes, Crespo, General José de San Martín, Goya , Monte Vera, Paraná, Posadas, Resistencia, San Luis del Palmar, Santa Fe y Santo Tomé.
En abril de 2019 comenzó a prestar servicios en el centro de Villa Urquiza.[cita requerida]